# Critics’ Choice Movie Award/Bester Komponist
Seit 1999 wird bei den BFCA der beste Filmmusikkomponist des vergangenen Filmjahres geehrt.
John Williams konnte den Preis bisher viermal gewinnen.

## Preisträger
| Jahr            | Preisträger                                | Film                                                                                |
| 1999            | John Williams                              | Der Soldat James Ryan                                                               |
| 2000            | Gabriel Yared                              | Der talentierte Mr. Ripley                                                          |
| 2001            | Hans Zimmer                                | Der Weg nach El Dorado, Gladiator und Mission: Impossible II                        |
| 2002            | Howard Shore                               | Der Herr der Ringe: Die Gefährten                                                   |
| 2003            | John Williams                              | Catch Me If You Can, Harry Potter und die Kammer des Schreckens und Minority Report |
| 2004            | Howard Shore                               | Der Herr der Ringe: Die Rückkehr des Königs                                         |
| 2005            | Howard Shore                               | Aviator                                                                             |
| 2006            | John Williams                              | Die Geisha                                                                          |
| 2007            | Philip Glass                               | The Illusionist                                                                     |
| 2008            | Jonny Greenwood                            | There Will Be Blood                                                                 |
| 2009            | A. R. Rahman                               | Slumdog Millionär                                                                   |
| 2010            | Michael Giacchino                          | Oben                                                                                |
| 2011            | Trent Reznor und Atticus Ross              | The Social Network                                                                  |
| 2012            | Ludovic Bource                             | The Artist                                                                          |
| 2013            | John Williams                              | Lincoln                                                                             |
| 2014            | Steven Price                               | Gravity                                                                             |
| 2015            | Antonio Sanchez                            | Birdman oder (Die unverhoffte Macht der Ahnungslosigkeit)                           |
| 2016 (Januar)   | Ennio Morricone                            | The Hateful Eight                                                                   |
| 2016 (Dezember) | Justin Hurwitz                             | La La Land                                                                          |
| 2018            | Alexandre Desplat                          | Shape of Water – Das Flüstern des Wassers                                           |
| 2019            | Justin Hurwitz                             | Aufbruch zum Mond                                                                   |
| 2020            | Hildur Guðnadóttir                         | Joker                                                                               |
| 2021            | Trent Reznor, Atticus Ross und Jon Batiste | Soul                                                                                |
| 2022            | Hans Zimmer                                | Dune                                                                                |
| 2023            | Hildur Guðnadóttir                         | Tár                                                                                 |
| 2024            | Ludwig Göransson                           | Oppenheimer                                                                         |
| 2025            | Trent Reznor und Atticus Ross              | Challengers – Rivalen                                                               |